# Dobročkovice
Obec Dobročkovice se nachází v okrese Vyškov v Jihomoravském kraji nedaleko města Bučovice. Žije zde 232 obyvatel.

## Historie

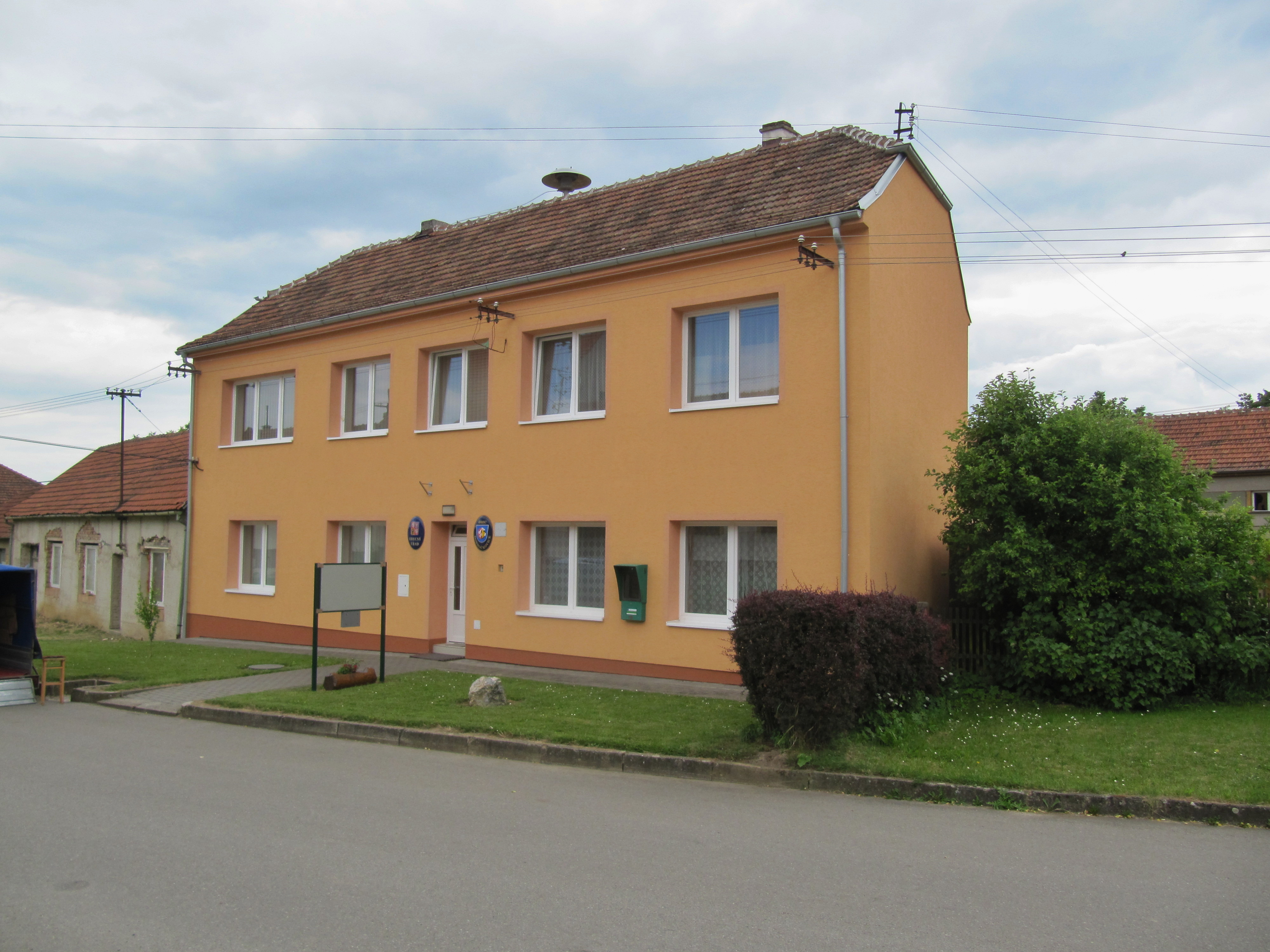
Obecní úřad

První písemná zmínka o obci pochází z roku 1348.

## Obyvatelstvo

### Struktura
V obci k počátku roku 2016 žilo celkem 206 obyvatel. Z nich bylo 99 mužů a 107 žen. Průměrný věk obyvatel obce dosahoval 42,2 let. Dle Sčítání lidu, domů a bytů provedeného v roce 2011, žilo v obci 196 lidí. Nejvíce z nich (16,3 %) bylo obyvatel ve věku od 50 do 59 let. Děti do 14 let věku tvořily 11,7 % obyvatel a senioři nad 70 let úhrnem 7,1 %. Z celkem 173 občanů obce starších 15 let mělo vzdělání 39,9 % střední vč. vyučení (bez maturity). Počet vysokoškoláků dosahoval 5,8 % a bez vzdělání bylo naopak 0,6 % obyvatel. Z cenzu dále vyplývá, že ve městě žilo 99 ekonomicky aktivních občanů. Celkem 94,9 % z nich se řadilo mezi zaměstnané, z nichž 78,8 % patřilo mezi zaměstnance, 3 % k zaměstnavatelům a zbytek pracoval na vlastní účet. Oproti tomu celých 43,4 % občanů nebylo ekonomicky aktivní (to jsou například nepracující důchodci či žáci, studenti nebo učni) a zbytek svou ekonomickou aktivitu uvést nechtěl. Úhrnem 79 obyvatel obce (což je 40,3 %), se hlásilo k české národnosti. Dále 64 obyvatel bylo Moravanů a 4 Slováků. Celých 47 obyvatel obce však svou národnost neuvedlo.
Vývoj počtu obyvatel za celou obec i za jeho jednotlivé části uvádí tabulka níže, ve které se zobrazuje i příslušnost jednotlivých částí k obci či následné odtržení.
| Místní části   | Místní části      | 1869 | 1880 | 1890 | 1900 | 1910 | 1921 | 1930 | 1950 | 1961 | 1970 | 1980 | 1991 | 2001 | 2011 |
| -------------- | ----------------- | ---- | ---- | ---- | ---- | ---- | ---- | ---- | ---- | ---- | ---- | ---- | ---- | ---- | ---- |
| Počet obyvatel | část Dobročkovice | 470  | 519  | 587  | 529  | 530  | 554  | 549  | 427  | 426  | 351  | 300  | 222  | 210  | 196  |
| Počet domů     | část Dobročkovice | 104  | 114  | 115  | 116  | 117  | 122  | 130  | 133  | 127  | 114  | 93   | 116  | 112  | 116  |

### Náboženský život
Obec je sídlem římskokatolické farnosti Dobročkovice. Ta je součástí slavkovského děkanství v Brněnské diecézi v Moravské provincii. Farním kostelem je kostel Všech svatých. Místním knězem je administrátor excurrendo, Milonice – R. D. Ing. Martin Kohoutek, administrátor. Při censu prováděném v roce 2011 se 97 obyvatel obce (49 %) označilo za věřící. Z tohoto počtu se 88 hlásilo k církvi či náboženské obci, a sice 84 obyvatel k římskokatolické církvi (43 % ze všech obyvatel obce), dále 1 ke Svědkům Jehovovým. Úhrnem 31 obyvatel se označilo bez náboženské víry a 68 lidí odmítlo na otázku své náboženské víry odpovědět.

## Pamětihodnosti
- Farní kostel Všech svatých

## Osobnosti
- Václav Jan Pokorný (7. března 1894 Dobročkovice – 2. března 1979 Žernůvka), římskokatolický duchovní, rajhradský benediktin a opat rajhradského kláštera.